# Perche (théâtre)
Pour les articles homonymes, voir Perche.
La perche est une tige de bois ronde de 45 à 100 mm de diamètre, ou un tube d’aluminium ou d’acier de même diamètre. Elle est destinée à supporter des éléments de décor, des rideaux ou divers appareils d'éclairage.
La perche est elle-même fixée à une porteuse, tube en acier de 45 à 60 mm de diamètre, de même largeur que les cintres, et suspendue à demeure au gril par plusieurs fils espacés d'environ 2,30 m ; elle permet d'effectuer les manœuvres verticales.